# Vaudoncourt (Wogezy)
Vaudoncourt – miejscowość i gmina we Francji, w regionie Grand Est, w departamencie Wogezy.
Według danych na rok 1990 gminę zamieszkiwało 139 osób, a gęstość zaludnienia wynosiła 25 osób/km² (wśród 2335 gmin Lotaryngii Vaudoncourt plasuje się na 906. miejscu pod względem liczby ludności, natomiast pod względem powierzchni na miejscu 960.).